# 배천선
배천선(白川線)은 황해남도 해주시의 장방역을 기점으로 배천군에 있는 은빛역까지 잇는 철도노선이다. 원래는 토해선으로 협궤로 건설되었지만, 토성역에서 백천에 이르는 구간은 폐지되었으며, 구해주선과 접속하여 해주역에 이르는 구간은 황해청년선에 편입되었다. 

## 노선 정보
- 구간과 거리 : 장방역―은빛역
- 역 수 : 11개(양단역 포함)
- 궤도 간격 : 1435mm
- 전철화 구간 : 장방역―청단역 구간(직류 3000V)
- 복선 구간 : 없음

### 덕달지선(폐선)
- 역 목록 : 청단(靑丹)-화양(花陽)-덕달(德達)
- 상기의 역은 전부 황해남도 청단군에 있었다.

## 역목록
| 역명     | 로마자 역명      | 한자 역명 | 접속 노선  |
| -------- | ---------------- | --------- | ---------- |
| 해주청년 | Haeju Ch'ŏngnyŏn | 海州靑年  | 옹진선     |
| 장방     | Changbang        | 長芳      | 황해청년선 |
| 갈산     | Kalsan           | 葛山      |            |
| 청단     | Ch'ŏngdan        | 靑丹      |            |
| 천태     | Ch'ŏnt'ae        | 天臺      |            |
| 풍천     | P'ungch'ŏn       | 楓川      |            |
| 오현     | Ohyŏn            | 梧玄      |            |
| 연안     | Yŏnan            | 延安      |            |
| 온정     | Onjŏng           | 溫井      |            |
| 홍현     | Honghyŏn         | 紅峴      |            |
| 배천     | Paech'ŏn         | 白川      |            |
| 은빛     | Ŭnbit            | 銀빛      |            |

## 참고 문헌
- 고쿠부 하야토(国分隼人),『장군님의 철도―북조선 철도사정(将軍様の鉄道 北朝鮮鉄道事情)』, 新潮社, 2007, ISBN 9784103037316